# 贝氏体

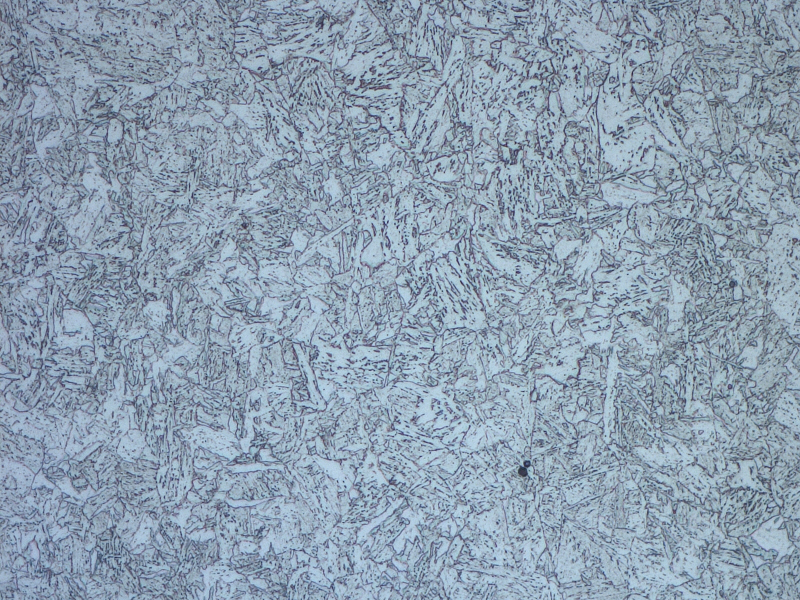
贝氏体组织显微结构

，也译作變韌鐵，是合金钢在热处理时形成的一种显微组织组成物，是由沃斯田鐵在波來鐵温度范围以下和马氏体点（麻田散鐵转变开始的温度）以上的温度范围内分解而成的肥粒鐵和雪明碳鐵的混合体。最早由埃德加·贝恩等人描述，故名。
贝氏体分为两种，在较高温度（350～550℃）形成的称“上贝氏体”，其组织在光学显微镜下呈羽毛状；在较低温度形成的称“下贝氏体”，其组织在光学显微镜下呈针状或竹叶状。贝氏体由于碳化物颗粒周围受腐蚀而变得比较粗糙，故在显微镜下呈黑色。
目前贝氏体的转变机制尚存争议，目前主要有“切变学说”和“扩散学说”两个学派。